# Emili Prats Grau
Emili Prats Grau, homme politique andorran, né le 1er juin 1946. Il est membre du Parti libéral d'Andorre. Il est conseiller général de 2001 à 2009.